# Список неофициальной медиапродукции по франшизе Sonic the Hedgehog
На протяжении существования франшизы Sonic the Hedgehog сторонние разработчики и фанаты создавали собственные проекты по тематике франшизы. Эти проекты включают игры, модификации, ромхаки, анимации и комиксы. Из-за популярности франшизы некоторые из этих этих проектов привлекали внимание средств массовой информации.
В 2021 году Кэти Хшановски, менеджер по социальным сетям и влиятельный человек связанный с франшизой, пояснила, что Sega снисходительно относится к большинству фанатских игр, если они не нацелены на прибыль.

## Видеоигры
Ниже представлены все оригинальные игры, основанные на франшизе о «Сонике». По данным на 2023 год, этих неофициальных игр, их больше 30, и появления продолжаются.
- «Green Hill Paradise Act 2» — трёхмерная игра про Соника, созданная Дэниелом «SuperSonic68» Койлом и другими сотрудниками с комплектом разработки 3D-игры. Эта игра получила известность благодаря положительному отклику от Sega[2][3].
- «Sonic: Utopia» — игра про Соника с открытым миром в формате 3D, которая находится на ранней стадии разработки и по состоянию на конец 2016 года разрабатывалась командой из четырёх человек[4].
- «Sonic: Before the Sequel» — 2D-игра про Соника, действие которой происходит между событиями «Sonic the Hedgehog» и «Sonic the Hedgehog 2». Первоначально в игре был саундтрек с повторно использованной музыкой из разных франшиз видеоигр, таких как Kirby, но второй выпуск был с оригинальной музыкой специально для игры. Игра получила широкую оценку критиков за её верность более ранним названиям, и два продолжения, «Sonic: After the Sequel» и «Sonic: Chrono Adventure», которые были позже разработаны и выпущены[5].
- «Sonic Dreams Collection» — пародийная игра, представленная как комплект разработчика Dreamcast, содержащая отмененные игры про «Соника». Игра привлекла внимание СМИ своим причудливым характером и намерением высмеять фэндом Соника[6].
- «Sonic: Fan Remix» — игра в формате 2.5D про Соника, созданная в Unity, в которой представлены переосмысленные уровни из прошлых игр про Соника[7].
- «Retro Sonic» — 2D-игра про Соника, созданная Кристианом Уайтхедом. Это первая игра, в которой используется Retro Engine (движок, использованный для ремастера 2011 года для игры «Sonic CD»), а затем объединённая с двумя другими фан-играми о Сонике, «Sonic: Nexus» и «Sonic XG», чтобы сформировать «Retro Sonic Nexus»[8].
- «Sonic Robo Blast 2» — трёхмерная игра про Соника, которая использует модифицированную версию движка «Doom Legacy» и находится в разработке с 1998 года. Игра получила известность как первая фанатская трёхмерная игра о Сонике, и она продолжается обновляться разработчиками и поддерживаться сообществом по сей день[9]. Вариант гонок, «Sonic Robo Blast 2: Kart», был выпущен в ноябре 2018 года с использованием того же движка[10].
- «Chao Resort Island» — фанатская игра для Microsoft Windows и macOS, основанная на мини-играх с участием чао в «Sonic Adventure»[11].
- «Sonic: World» — игра, в значительной степени основанная на названиях «Sonic Adventure» и «Sonic Heroes». В ней есть более 30 игровых персонажей и возможность создавать команды в стиле «Heroes», а также обновленные уровни из различных игр о «Сонике»[12]. В 2020 году для выставки Sonic Amateur Games Expo 2020 была выпущена обновленная версия под названием «Sonic World DX»[13].
- «Sonic: Z-treme» — игра homebrew Sega Saturn, целью которой является воссоздание концепций отмененной игры «Sonic X-treme» с использованием оригинального кода. Его можно запустить на реальной консоли Saturn, если она записана на диск[14].
- «Sonic the Hedgehog 2 HD» — ремастер игры Sonic the Hedgehog 2 в высоком разрешении. В финальной версии запланированы дополнительные этапы и возможность играть в уровни за Наклза[15].
- «Sonic Omens» — трёхмерная игра про Соника на Unreal Engine 4, действия которой происходят между Sonic Unleashed и Sonic Lost World, и которая вызвала споры относительно ее финансирования через Patreon. Игра рассказывает свою версию о том, почему изумруды Хаоса перестали использовать в последних играх про синего ежа. Данный фанатский проект отличается наличием оригинальных уровней, собственной музыкой и кат-сценами на движке игры с полноценной озвучки. Дискуссию, связанную с проектом, ведёт менеджер социальных сетей «Соника» Кэти «MiniKitty», чтобы пояснить через Twitter, что «пока нет прибыли, обычно нет проблем с тем, что вы все используете нашего голубого мальчика, чтобы оттачивать своё искусство и разработку навыков, но по юридическим причинам я не могу обещать, что весь контент будет в порядке»[16][17].
- «Sonic GT» — 3D-игра про Соника, в которой повторяются элементы игрового процесса из серии официальных 3D-игр[18].
- «Sonic 3D in 2D» — переосмысление игры «Sonic 3D Blast» в классической 2D-игре. В отличие от оригинала, Тейлз и Наклз включены в качестве игровых персонажей и сохраняют свои способности из классических игр[19].
- «Virtua Sonic» — 3D виртуальная игра про Соника. Игрок берет на себя управление Соником с точки зрения от первого лица и должен махать руками в воздухе, чтобы ускориться. Дополнительную скорость можно получить, воспользовавшись ровной местностью игры. Игра дебютировала на выставке Sonic Amateur Games Expo 2020 и поддерживает SteamVR-совместимые гарнитуры[20].
- «Sonic and the Fallen Star» — 2D-игра про Соника с уникальными спецучастками, роликами и девятью оригинальными зонами. Игра вдохновлена несколькими классическими играми «Sonic the hedgehog» и «Sonic Heroes», а также фанатскими играми «Before the Sequel» и «After the Sequel»[21]. Он также имеет исключительно оригинальный саундтрек.
- «Sonic Time Twisted» — 2D-игра про Соника, аналогичная 16-битным играм, вдохновлённая «Sonic CD». Она включает в себя восемь зон и спецучастков, которые напоминают те, что были в «Sonic CD»[22]. Она также имеет исключительно оригинальный саундтрек.
- «Eggman Hates Furries» — 2D-игра про Соника, рассказывающая о попытках ежа и Тейлза спастись от изобретений Эггмана. Была хорошо принята рецензентами за геймплей и боссов, но раскритикована из-за концовки[22][23].

## Неофициальные порты
Ниже приведены неофициальные порты игр про «Соника» для различных систем.
- «Somari» — пиратская версия «Sonic the hedgehog» для NES. Однако, вместо Соника в главной роли, в игре присутствует персонаж по имени «Сомари», который, по сути, является талисманом Nintendo Марио в обуви Майзла «Тейлза» Прауэра. Также есть вдохновлённая версия романа «Genesis».
- «Sonic 1 SMS Remake» и «Sonic 2 SMS Remake» — являются неофициальными ремейками 8-битного «Sonic the Hedgehog» и «Sonic the Hedgehog 2» с Master System, выпущенные в 2019 и 2020 годах соответственно для Microsoft Windows и Android. Ремейки имеют широкоэкранный игровой процесс и добавляют новых игровых персонажей, уровни и игровую механику из других игр о Сонике[24][25].
- Порт для Commodore 64 8-битной игры Sonic the Hedgehog был выпущен 21 декабря 2021 года. Это первая игра, для которой требуется картридж расширения REU из-за интенсивного дизайна игры для базового оборудования C64[26].
- «Sonic Chaos» — ремейк 8-битной игры 1993 года с таким же названием. В нём представлены элементы игрового процесса в стиле «Sonic Mania», спрайты и графика, а также новая игровая механика и битвы с боссами[14].
- «Sonic 3: Angel Island Revisited» (также называется «Sonic 3 A.I.R.») — порт игры «Sonic 3 & Knuckles» для Windows, Android[27] и IOS[28] на основе файла ROM для оригинальной версии Genesis. Хотя игра получила официальный выпуск Windows в 1997 году, эта версия включает в себя несколько улучшений, включая широкоэкранный режим, дополнительные графические эффекты и новые игровые режимы, такие как возможность одновременно играть за Наклза и Тейлза, используя возможности других игр Соника и ряд других улучшений[29].
- «Sonic P-06» — неофициальный ремейк «Sonic the hedgehog» (2006) для Windows, созданный на движке Unity. Он обновляется на сегодняшний день[30].
- «Zippy the Porcupine» — неофициальный демейк оригинального Sonic the Hedgehog для Atari 2600[31].
- «Sonic the hedgehog» — техническая демонстрация, основанная на 16-битной версии «Sonic the Hedgehog», была создана для Super Nintendo Entertainment System, включающая третий акт Green Hill Zone. Демонстрация была разработана с использованием исходного кода игры, оптимизированного для оборудования Super NES, и в него можно было играть[32].
- «Sonic Triple Trouble 16-bit» — неофициальный ремейк титульника Game Gear игры для Windows. Предложенный в качестве теоретического преемника «Sonic 3 & Knuckles» для домашних консолей, ремейк имеет такой же игровой процесс, графику и звук, что и официальные 16-битные игры о Сонике. Другие дополнения включают обновлённый дизайн уровней и возможность переключаться между Соником и Тейлзом в режиме реального времени[33][34].

## Моды и ромхаки
Ниже приведены некоторые из модифицированных версий существующих игр о «Сонике», созданных с помощью специальных программ. Среди названий неквалифицированных игр про Соника, перечислены только те которые были показаны на данный момент (количество вышедших неквалифицированных игр, только прибавляются и появляются).
- «Unleashed Project» — мод для игры «Sonic Generations», разработанный Team Unleashed, который состоит из моддеров Dario FF, S0LV0, ChimeraReiax и MilesGBOY, который портирует большую часть дневных этапов из игры «Sonic Unleashed». В моде также представлены новые текстуры и техники затенения, имитирующие те, что представлены в Sonic Unleashed, а также обновленный хаб-мир[35].
- «Sonic the Hedgehog Megamix» — представляет собой мод для полной конверсии «Sonic the Hedgehog», разработанный Team Megamix. В модифицированной игре представлены переработанные уровни и несколько игровых персонажей, каждый из которых обладает уникальными способностями. Первоначально созданный на оборудовании Sega Genesis, «Sonic the Hedgehog Megamix» в конечном итоге был перемещён на Sega CD, чтобы воспользоваться преимуществами улучшенного хранилища системы и звуковых возможностей компакт-дисков[36].
- «Super Mario Generations» — представляет собой мод для игры «Sonic Generations», разработанный Даку Неко, который заменяет персонажей персонажами из серии игр «Марио» и изменяет некоторые звуковые и графические эффекты игры на более близкие к «Марио». Он примечателен появлением в разделе моддинга «Книга рекордов Гиннесса 2017: Gamer’s Edition»"[37][38].
- «Sonic Boom» — представляет собой мод для игры Sonic the Hedgehog 2, который включает новую графику, компоненты игрового процесса и музыку. Несмотря на название, мод не имеет ничего общего с одноименным сериалом. «Sonic Boom» известен своей невероятной скоростью, сложностью и большим количеством боссов[39].
- «Motobug the Badnik in Sonic the Hedgehog» — хак оригинальный игры Sonic the Hedgehog, который заменяет Соника на Мотобука, а также изменяет дизайн сцены на нескольких уровнях. Программист Полигон Джим (ныне покойный) был вдохновением для названия аттракционов «Motobug Heavy Rider» в игре «Sonic Mania» как дань уважения[40].
- «Knuckles in Sonic 1» — хак игры «Sonic the Hedgehog», созданный Саймоном Томли, который заменяет Соника на Наклза, в комплекте с его набором движений и спрайтами из игры «Sonic & Knuckles»[41].
- «Sonic 1 Boomed» — хак игры Sonic the Hedgehog, который реализует редизайн Соника из мультсериала «Соник Бум», и дополнительно даёт звуковые клипы, которые воспроизводятся, когда игрок просто прыгает или собирает кольца[42].
- «Sonic 3 Complete» — хак «Sonic 3 & Knuckles», который предоставляет более улучшенную версию игры «Sonic the Hedgehog 3» с намерением приблизить её к исходному видению игры. Присутствует несколько серьёзных изменений: этап «Flying Battery» перемещён на первоначально заданное место, а вместо титульного экрана «Sonic & Knuckles» есть кат-сцена для перехода от этапов игры «Sonic the hedgehog 3» в «Sonic & Knuckles»[43].
- «Sonic 2 Retro Remix» — масштабный хак игры Sonic the Hedgehog 2. Этот хак включает полностью переработанные зоны и требует от игрока собрать Изумруды Хаоса, чтобы продолжить игру. Игроки должны выполнять определённые миссии и задачи, чтобы собирать изумруды, в духе «Super Mario 64[39]».
- «Sonic 2 XL» — хак игры Sonic the Hedgehog 2, который заменяет золотые кольца игры на луковые кольца, из-за которых Соник со временем толстеет. Основная задача хака — собрать как можно меньше колец[44].
- «The S Factor: Sonia and Silver» — находящийся в разработке многоуровневый хак «Sonic the hedgehog», в центре которого находится ежиха Соня, сестра Соника, которая появилась в сериале «Sonic Underground», и Ёж Сильвер, путешествующий во времени, психокинетический ёж, впервые появившийся в 2006 году в игре «Sonic the Hedgehog», каждый из которых обладает уникальными способностями. Ежик Бич также может быть разблокирован[45].
- «Yoshi in Sonic the Hedgehog 2» — хак «Sonic the Hedgehog 2», который заменяет Соника на Йоши, в комплекте с его способностями из «Острова Йоши»[46].
- «Sonic 2 Long Version» — хак Sonic the Hedgehog 2, который восстанавливает все урезанные уровни из оригинальной игры, такие как Dust Hill, Genocide City (или Cyber City) и Hidden Palace[47].
- Существует неофициальный перевод игры «Sonic the Hedgehog» на иврит, выпущенный в 2017 году командой Barashka[48].
- «Sonic 3D Blast: Director’s Cut» — хак игры «Sonic 3D Blast» (Genesis), выпущенный ведущим программистом игры Джоном Бёртоном в 2017 году. В нём улучшены элементы управления и дополнения игрового процесса, которых нет в оригинальной версии, такие как в качестве редактора уровней, система сохранения паролей, возможность атаковать время и возможность превращаться в супер Соника[49].
- «Smash Remix» — хак файтинга для Nintendo 64 1999 года Super Smash Bros., который сохраняет стиль оригинальной версии игры, добавляя новые игровые режимы, этапы и персонажей[50][51][52]. Обновление мода в феврале 2022 года добавило Соника и Супер Соника в качестве игровых персонажей, а также сцены и музыку в стиле «Sonic the hedgehog»[53].
- «Sonic the Hedgehog 4» (Не путать с официальным Sonic the Hedgehog 4) — нелицензионная игра для Super NES и ПЗУ. Хак Speedy Gonzales: Los Gatos Bandidos (1995). Показывая Соника вместо одноименного персонажа, игрок может собирать кольца и освобождать Марио от Nintendo (заменяющего мышей из оригинальной игры) из множества клеток[54].
- Изначально эксклюзивно для Wii U, DLC Sonic Lost Worlds Yoshi и Zelda на тему Зельды был воссоздан в версии игры для ПК в виде модов[55][56].
- «Sonic Generations First Person Mod» — мод Sonic Generations, созданный пользователем Твиттера Skyth, который помещает людей в точку зрения Соника без стабилизации камеры. Мод был выпущен в Твиттере, в котором говорилось: «Ты Соник» и «Предупреждение: Это видео сильно повредит твоим глазам», а также игра на свой страх и риск, поскольку мод в основном вызывает рвоту[57][58].
- «SM64 Generations» (не путать с «Super Mario Generations» (см. выше)) является модификацией «Sonic Generations». Игроки берут под свой контроль Марио вместо Соника в сопровождении его 3D-модели и набора движений из «Super Mario 64». Различия между схемами управления Соника и Марио приводят к тому, что некоторые уровни становятся чрезвычайно трудными или невозможными для прохождения. Для работы мода требуется ROM image американской версии Super Mario 64[59][60]
- Hellfire Saga
- «Sonic: Painful World Spikes Kaizo» (также известный как «Sonic the Hedgehog Painful World Spikes Kaizo» ; «Sonic: PWSK») — это серия ROM-хаков для Sega Mega Drive Sonic the Hedgehog, созданная Vadim_Super, эти хаки имеют замысловатый дизайн уровней, который отклоняется от традиционных условностей, включая элементы, обычно встречающиеся в хаках Kaizo. Сложные уровни заполнены скрытыми блоками и требуют быстрой реакции для успешного перемещения.[61]

## Кино и анимация
- «Super Mario Bros. Z» (2006—2012; 2016—н. в.) представляет собой онлайновый мультсериал кроссовер из спрайтовой графики, созданный Марком Хейнсом для Newgrounds, в котором снимались персонажи «Марио» и «Ёж Соник» в сюжете, основанном на «Жемчуг дракона Z»[62][63]. Позже, в период с 2015 по 2016 год, сериал был переделан, прежде чем Nintendo заблокировала его учётную запись на Patreon[64]. Однако четыре года спустя первый эпизод перезагруженного сериала был повторно загружен на YouTube, так как работа над сериалом возобновилась[65].
- «Sonic in JAWS» — комедийный короткометражный фильм 2009 года, созданный компанией BalenaProductions. Сам фильм является коротким ремейком фильма 1975 года «Челюсти» с Соником и Тейлзом в ролях Мартина Броуди и Мэтта Хупера соответственно и Белка Конкер в роли Квинта. В 2011 году его переделали в HD[66]. По состоянию на май 2021 года видео собрало более 68 миллионов просмотров на YouTube[67].
- «Соник» — анимационный короткометражный фильм 2013 года, снятый режиссёром Эдди Леброном и спродюсированный Blue Core Studios, который от части является приквелом к оригинальной игры[68]. Джэлил Уайт, озвучивший Соника в мультфильмах DIC Entertainment, повторил его роль в данном фильме[69], и многие интернет-личности появляются[70]. Леброн надеялся, что фильм приведёт к соглашению с Sega на выпуск официального полнометражного фильма о Сонике[71]. Юджи Нака, один из создателей сериала, назвал фильм «потрясающим[72]». В том же посте он написал на японском: «Это слишком здорово. Очень хорошо. Интересно, может ли кто-нибудь добавить субтитры. Если бы я снимал Соника в Голливуде, это выглядело бы так же».
- «Sea3on» — фанатское продолжение мультсериала Sonic the Hedgehog (также известен как Sonic SatAM). За основу сценария были взяты записи сценариста оригинального сериала Бена Хёрста, а также сюжет фанатского веб-комикса. Рон Мирик, исполнительный продюсер второго сезона оригинального мультсериала, участвует в качестве режиссёра анимации, а Джонни Джоэли из Crush 40 исполнил ковер на заглавную песню оригинала для этого проекта[73].
- «Sonic and Tails R» — аудиодрама, созданная Эми Джонс, которая также озвучивает в нём Тейлза, и Дорианом Нельсоном. Несколько бывших актёров озвучивания из игр Sonic the hedgehog повторяют свои роли, в том числе Райан Драммонд и Майк Поллок в роли Соника и доктора Эггмана соответственно[74].
- «Проект «Шэдоу» — бразильский короткометражный фильм, созданный Жоаумом Филипе Сантьяго на YouTube 16 декабря 2023 года. Фильм рассказывает о прошлом ежа Шэдоу. Образ главного героя выглядит, как официально, ведь фильм вышел до выхода официального фильма «Соник 3 в кино» 2024 года[75].

## Комиксы
- Sonic the Comic Online — является неофициальным продолжением Sonic the Comic в формате веб-комиксов.  Он был упомянут в журнале видеоигр GamesTM и положительно воспринят авторами оригинальных комиксов, среди которых Найджел Китчинг, Роберт Корона и Энди Диггл[76].
- Sonichu — это фанатский веб-комикс, объединяющий Соника и Пикачу, созданный Кристин Уэстон Чендлер.
- Archie Sonic Online — неофициальное продолжение комиксов Sonic the Hedgehog от Archie Comics в веб-формате, которое продолжают сюжет вселенной до события Super Genesis Wave[77].
- Archie Sonic Restored — неофициальное продолжение комиксов Sonic the Hedgehog от Archie Comics, охватывающее вселенную после события Super Genesis Wave[77].

## Фан-сайты
- «TSSZ News» — ориентированный на «Соника» новостной веб-сайт, основанный в 1999 году. Веб-сайт был закрыт в 2020 году его владельцем после публикации скандального твита, в котором с событиями из некоторых игр «Соника» сравнивались протесты Black Lives Matter[78][79].
- «Sonic Amateur Games Expo», сокращённо SAGE, — ежегодное онлайн-мероприятие, проходящее с 2000 года. Организатором мероприятия является веб-сайт Sonic Fan Games HQ. оригинальные игровые проекты в разработке[30][80].
- «Sonic-World 2» — созданный в 2004 году русскоязычный сайт по «Сонику»[источник не указан 933 дня].